# 嘉禾里
嘉禾里，是台灣南部自清治時期至日治初期的一個行政區劃，其範圍即今屏東縣的枋山鄉中北部。
嘉禾里北邊為港東下里，東邊為蕃地，南邊為善餘里，西邊瀕臨台灣海峽。

## 管轄街庄
嘉禾里共轄5個庄：
- 今枋山鄉境內：枋山庄、莿桐腳庄、南勢湖庄、平埔庄、加祿堂庄